# Jisra'el Kac (1955)
Jisra'el Kac (hebrejsky ישראל כץ, narozen 21. září 1955 Aškelon, Izrael) je izraelský politik a poslanec Knesetu za stranu Likud. Byl ministr zemědělství (2003–2006), ministr dopravy (2009–2019), ministr zpravodajských služeb (2015-2019), dvakrát ministr zahraničních věcí (2019–2020 a 2024), ministr financí (2020–2021), ministr energetiky a vodních zdrojů (2022–2024) a ministr obrany (od listopadu 2024).

## Biografie
Narodil se v Aškelonu a po povinné vojenské službě v Izraelských obranných silách studoval na Hebrejské univerzitě v Jeruzalémě, kde získal tituly bakalář a magistr.
Před volbami do Knesetu v roce 1996 byl na 34. místě kandidátní listiny stran Likud-Gešer-Comet, ale poslancem se nakonec nestal, jelikož aliance stran získala pouze 32 mandátů. Do Knesetu se však dostal v listopadu 1998, kdy nahradil Ehuda Olmerta. Byl znovuzvolen v roce 1999 a 2003 a v roce 2003 se stal ministrem zemědělství ve vládě Ariela Šarona. Vládu opustil v roce 2006 poté, co se od Likudu oddělila část členů, aby založila stranu Kadima. Poslancem byl poté opět zvolen ve volbách v roce 2006.
V roce 2007 doporučila izraelská policie obvinit Kace na základě obvinění z podvodu a porušení důvěry spojené s politickými jmenováními na ministerstvu zemědělství za jeho působení.
Poslanecký mandát obhájil i v roce 2009 a po volbách se stal ministrem dopravy ve druhé Netanjahuově vládě. Opětovně byl zvolen v předčasných volbách v roce 2013, po nichž si původní ministerský post udržel.
Poslanecký mandát obhájil rovněž ve volbách v roce 2015. Ve čtvrté Netanjahuově vládě zastává opět post ministra dopravy, a navíc též ministra zpravodajských služeb.
V šesté Netanjahuově vládě zastával rok funkci ministra energetiky, následně deset měsíců post ministra zahraničních věcí a po odvolání Jo'ava Galanta od listopadu 2024 post ministra obrany.